# 琉球燒

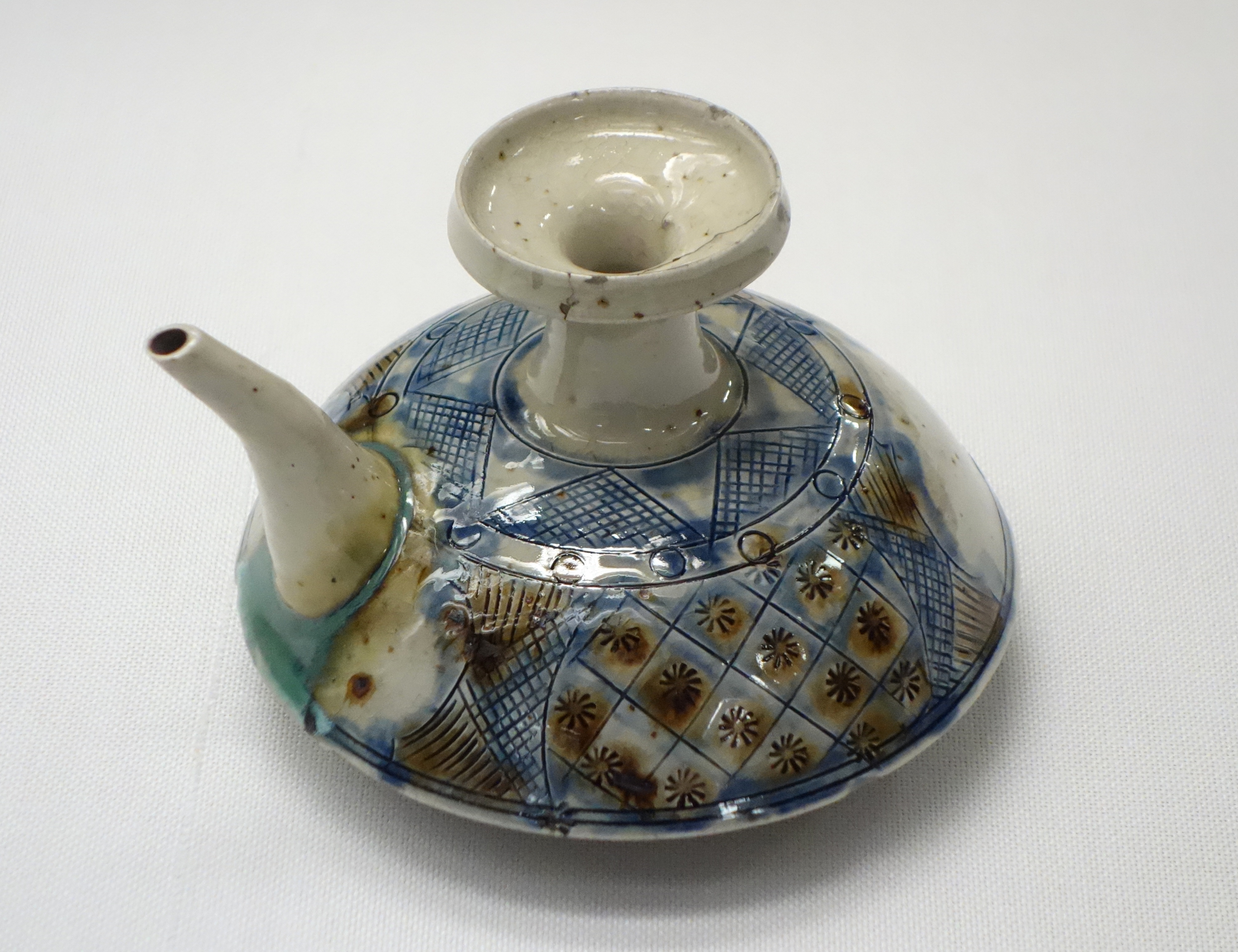
19世紀初的琉球燒

琉球燒是琉球群島（日本鹿兒島縣奄美群島和沖繩縣）傳統的陶器，糅合了中國大陸、朝鮮半島和日本本土的陶器風格。

## 歷史
琉球燒最早出現於12世紀至15世紀的御城時代，自12世紀以來，德之島製造的龜燒開始在琉球群島被廣泛使用。在浦添城出土的刻有“陰水雞”字樣的高麗瓦可能是在1273年或1153年燒製的，然而目前尚不清楚這塊高麗瓦是在琉球群島還是朝鮮半島被燒製的。在浦添的發掘現場發現了14世紀下半葉到15世紀上半葉的疑似高麗瓦窯遺址。16世紀，據說是琉球第一個瓦工的渡嘉敷三良從中國前往琉球。在尚永王時代，任命汪永澤為第一任瓦奉行。在14世紀下半葉之後與中國和東南亞的貿易開始興起，大量的碗、罐被帶到琉球，同時燒製陶器的方法也一起輸入。
1616年，當時還是世子的尚豐王請來朝鮮陶工張獻功在湧田製作陶器。這是湧田燒的開始。在讀谷村的喜名也有今天被稱為“喜名燒”的古窯，1670年左右開始大量生產以粗陶為主從水缸和酒缸到油壺等各種類型的陶器，曾出土了一件刻有康熙九年（1670年）字樣的喜名燒櫥子甕。此外還有知花窯、寶口窯等古窯。1670年，尚質王派宿藍田從清朝引進彩陶技術。1682年，尚貞王將湧田窯、知花窯、宝口窯合併為壺屋窯，成為琉球燒的生產中心，其產品用於國內消費和貿易。
在1945年的沖繩戰役中，壺屋地區因為地處郊外而幸免遇難，最初政府拒絕讓居民進入被戰火摧毀的市區，大量人口遷移至郊區，1945年11月14日，居民被允許返回壺屋地區，一個月後壺屋人口增至8000人，促進了陶瓷業的復興。但由於產生的煙霧，大多數窯爐不得不搬出壺屋，生產轉移到離市區較遠的讀谷村和大宜味村。

## 特點

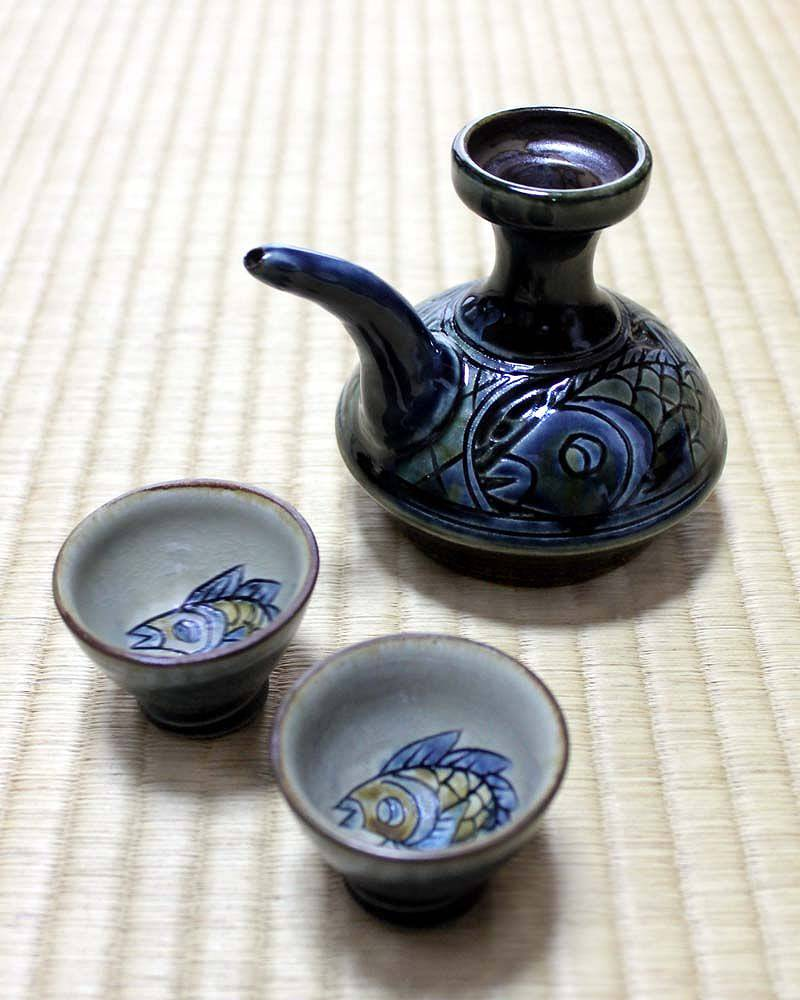
魚紋泡盛酒具

琉球燒可大致分為本土風格的“荒燒”和從東亞大陸引進的“上燒”，荒燒烘烤溫度在1000攝氏度且沒有釉，直接使用含鐵粘土，外觀粗糙，以盛放水和酒的罐子為主。上燒用白色粘土上色上釉，產品有碗、盤、罐等日用品，還有泡盛酒的酒具。大多在燒後用釘雕或線雕雕刻圖案，描繪的圖案種類繁多，有動植物、山水、抽象圖案等，其中以魚紋為最多。琉球燒主要用於餐具、器皿和屋頂瓦片，還特別以製作櫥子甕和風獅爺而聞名。

## 外部連結
维基共享资源上的相關多媒體資源：琉球燒
- Tim van der Linden. . shisaa.jp.   [2016-11-08]. （原始内容存档于2019-07-27）.
- . loststory.net.   [2016-11-08]. （原始内容存档于2022-03-09）.